# Estádio Valdemar Viana de Araújo
Estádio Valdemar Viana de Araújo  – stadion piłkarski, w Afogados da Ingazeira, Pernambuco, Brazylia, na którym swoje mecze rozgrywa klub Afogadense Futebol Clube.